# Tamizō Ishida
Pour les articles homonymes, voir Ishida.
Tamizō Ishida (石田 民三, Ishida Tamizō), né le 7 juin 1901 et mort le 1er octobre 1972,, est un réalisateur et scénariste japonais.

## Biographie
Bien qu'il soit principalement connu pour deux films, Les Fleurs tombées (1938)  et La Chanson d'autrefois (1939), Tamizō Ishida est un réalisateur prolifique du cinéma japonais,. De ses premiers films muets, à la fin des années 1920 et au début des années 1930, peu d'entre eux nous sont parvenus. Ce sont principalement des chanbara dont Keyamura Rokusuke (1927), l'un des seuls encore visible de nos jours, semble typique du style du réalisateur durant cette période. Au milieu des années 1930, il se forge une réputation grâce à ses adaptations d’œuvres littéraires, notamment avec Osen (1934), et sa collaboration avec la troupe de théâtre shingeki Bungakuza, spécialisée dans les représentations de pièces occidentales.
Tamizō Ishida réalise Les Fleurs tombées en 1938 qui est selon l'historien du cinéma Noël Burch, l'un des plus remarquables portraits de communauté jamais filmé. Le film décrit deux journées dans une maison de geisha de Kyoto, la veille de la rébellion des portes Hamaguri. Il se caractérise par trois partis pris fermement arrêtés. Les deux premiers dérivent en clair du processus théâtral, la caméra ne quitte jamais la maison de geishas et son jardin, le récit historique est évoqué en off au moyen d'effets sonores (combats de rue) et de descriptions dialoguées et en second lieu, l'intrigue se dérolule dans un univers de femmes, aucun homme n'apparait à l'écran. Le troisième parti pris est purement filmique, il tient à l'absence de toute reprise : aucun cadrage n'est répété du début à la fin du film (il comporte 371 plans).
Tamizō Ishida a réalisé près de quatre-vingt-dix films et écrit vingt scénarios entre 1926 et 1947.
Le réalisateur Gorō Kadono (ja) (1913-?) est son frère.

## Filmographie
Sauf indication contraire, la filmographie de Tamizō Ishida est établie à partir de la base de données JMDb. Les titres en rōmaji proviennent de l'ouvrage d'Alexander Jacoby, A Critical Handbook of Japanese Film Directors - From the Silent Era to the Present Day, Stone Bridge Press, 2008, 398 p. (ISBN 978-1-933330-53-2).

### Réalisateur
La mention « +scénariste » indique que Tamizō Ishida est aussi auteur du scénario.

#### Années 1920
- 1926 : Aishō (愛傷?)
- 1926 : Kentō (剣闘?)
- 1926 : Yūken (雄剣?)
- 1926 : Akki (悪鬼?)
- 1927 : Keyamura Rokusuke (毛谷村六助?)
- 1927 : Setsuen (雪寃?)
- 1927 : Isami hada (勇肌?)
- 1927 : Kengeki no sōryū (剣戟の双竜?)
- 1927 : Kozaru Shichinosuke (小猿七之助?)
- 1927 : Kennan jonan: Zenpen (剣難女難 前篇?)
- 1927 : Kennan jonan: Kōhen (剣難女難 後篇?)
- 1927 : Aitō (愛闘?)
- 1927 : Matsumae Tetsunosuke (松前鉄之助?)
- 1927 : Minamikaze (南風?)
- 1928 : Akagaki Genzō (赤垣源蔵?)
- 1928 : Danchō no sakebi (断腸の叫び?)
- 1928 : Akagiya sōdō tenmatsu (赤木屋騒動顛末?)
- 1928 : Dasshutsu fukushūki (脱出復讐記?)
- 1928 : Kyōren tomoe sōshi (侠恋巴草紙?)
- 1928 : Gan kirai (雁帰来?)
- 1928 : Sanjūrokkei (三十六計?)
- 1928 : Shinpan botan dōrō (新版牡丹燈籠?)
- 1928 : Kyōren jumon: Zenpen (狂恋呪門 前篇?)
- 1928 : Kyōren jumon: Kōhen (狂恋呪門 後篇?)
- 1929 : Bukotsumono (武骨者?)
- 1929 : Ukiyoe sōmatō (浮世絵走馬燈?)
- 1929 : Yūgiri no Senta (夕霧の仙太?) +scénariste
- 1929 : Adauchi Jōrurizaka: Kōhen (仇討浄瑠璃坂 後篇?)[8]
- 1929 : Sozoku ninjutsu hanashi (鼠賊忍術噺?)

#### Années 1930
- 1930 : Joraiya: Zenpen (女来也 前篇?)
- 1930 : Joraiya: Kōhen (女来也 後篇?)
- 1930 : Tengu sōdōki (天狗騒動記?)
- 1930 : Meisō ketsukinpu (名槍血陣譜?)
- 1930 : Kiyokawa Hachirō (清川八郎?) +scénariste
- 1930 : Kega kōmyō adauchi dan (怪我功名仇討譚?)
- 1930 : Uragiri Shōtengu (裏切小天狗?)
- 1930 : Kirare Otomi (切られお富?)
- 1930 : Taishokukan jigoku ōrai (大食漢地獄往来?)

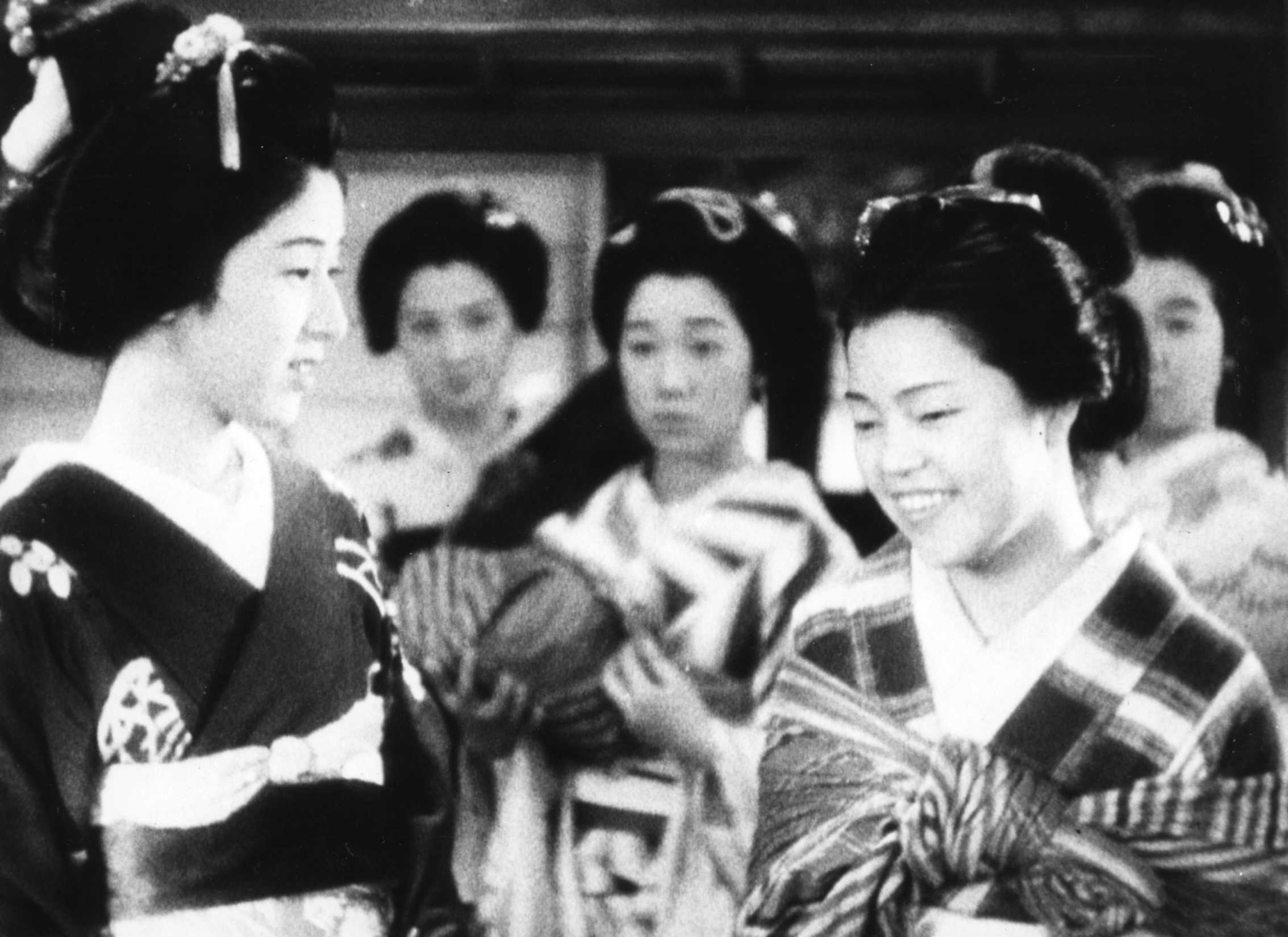
Ranko Hanai et Kimie Hayashi dans Les Fleurs tombées (1938).

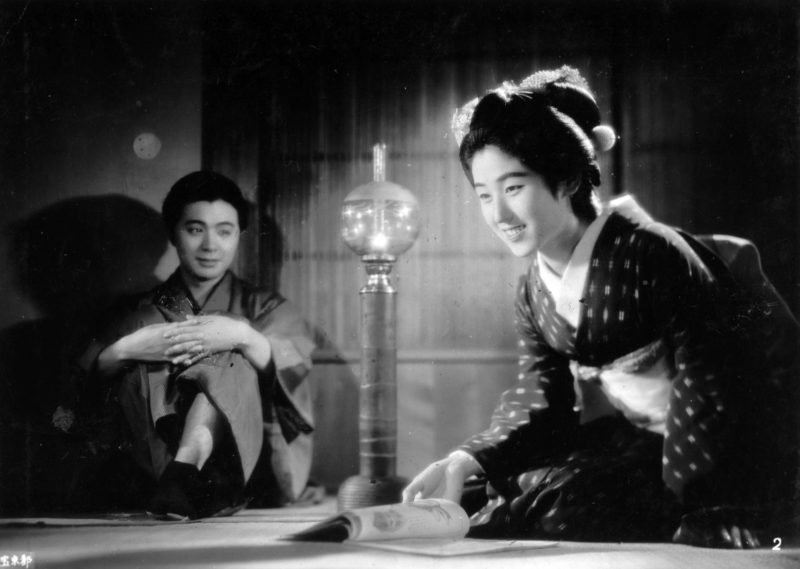
et Ranko Hanai dans La Chanson d'autrefois (1939).

- 1931 : Kaien taichō Sakamoto Ryōma: Kyōraku hen (海援隊長 阪本竜馬 京洛篇?) +scénariste
- 1931 : Fūryū ichidai otoko (風流一代男?)
- 1931 : Adauchi nihonbare (仇討日本晴 義の巻 伊賀の水月?)
- 1931 : Fūryū yakko Mai (風流奴舞?)
- 1931 : Sasano meisōden: Orisuke Gonzō (笹野名槍伝 折助権三?)
- 1931 : Jiraikagumi (地雷火組?)
- 1932 : Hanafubuki samurai Senta (花吹雪さむらひ仙太?) +scénariste
- 1932 : Ōedo yami no uta (大江戸闇の歌?)
- 1932 : Masumitsu Yasunosuke (益満休之助?)
- 1933 : Yōma no egoyomi (妖魔の絵暦?)
- 1933 : Renbo fubuki (恋慕吹雪?)
- 1933 : Yashima kyōkakujin (八州侠客陣?) +scénariste
- 1933 : Nanban karuta: Inochi no hibana (南蛮加留多 いのちの火花?)
- 1933 : Enma jigoku (焔魔地獄?)
- 1933 : Yatagorō zange (弥太五郎懺悔?) +scénariste
- 1933 : Osada no adauchi (おさだの仇討?)
- 1934 : Osen (おせん?)
- 1934 : Zenka mono futari onna (前科もの二人女?)
- 1934 : Adauchi tsumakoizaka (仇討妻恋坂?)
- 1935 : Ōedo haru keshō (お江戸春化粧?)
- 1935 : Meiji jūsannen (明治十三年?) +scénariste
- 1935 : Oden jigoku (お伝地獄?) +scénariste
- 1935 : Aogiri no uta (梧桐の唄?) +scénariste
- 1935 : Yōen bosatsu (妖炎菩薩?) +scénariste
- 1936 : Shunshoku gonin onna (春色五人女?)
- 1936 : Bunsei yōfuden: Anego koroshi (文政妖婦伝 姐妃殺し?)
- 1936 : Satsukibare ippon yari (五月晴一本鎗?)
- 1936 : Kaidō hyakuri (海道百里?)
- 1937 : Hanabi no machi (花火の街?)
- 1937 : Yoru no hato (夜の鳩?)
- 1937 : Tōkai bijoden (東海美女伝?) +scénariste
- 1938 : Hahaoya ningyō (母親人形?)
- 1938 : Les Fleurs tombées (花ちりぬ, Hana chirinu?)[9]
- 1939 : La Chanson d'autrefois (むかしの歌, Mukashi no uta?)
- 1939 : Kenka tobi: Zenpen (喧嘩鳶 前篇?)
- 1939 : Kenka tobi: Kōhen (喧嘩鳶 後篇?)
- 1939 : Hana tsumi nikki (花つみ日記?)

#### Années 1940
- 1940 : Keshōyuki (化粧雪?)
- 1940 : Tsuriganesō (釣鐘草?)
- 1940 : Tatakau otoko (闘ふ男?) +scénariste
- 1941 : Enoken. Torazō no Shunpū senri (エノケン・虎造の春風千里?) +scénariste
- 1941 : Orizuru shichi henge: Zenpen (をり鶴七変化 前篇?) +scénariste
- 1941 : Orizuru shichi henge: Kōhen (をり鶴七変化 後篇?) +scénariste
- 1941 : Ungetsu no imōto no uta (雲月の妹の歌?)
- 1941 : Danshi yūjō (男子友情?)
- 1942 : Yamamatsuri bonten uta (山まつり梵天唄?)
- 1943 : Asagiri gunka (あさぎり軍歌?) +scénariste
- 1943 : Rōkyoku Chūshingura (浪曲忠臣蔵?) +scénariste
- 1944 : Sanjaku Sagohei (三尺左吾平?)
- 1947 : En wa ina mono (縁は異なもの?) +scénariste

### Scénariste
- 1926 : Yase rōnin (痩浪人?) de Shōjirō Murakoshi
- 1926 : Tenmei kai torimono: Fukurō (天明怪捕物 梟?) de Toshio Hara[10]
- 1926 : Nankin meihō (南京名宝?) de Gorō Hirose (ja)

## Postérité
À l'occasion du cinquantenaire de la mort de Tamizō Ishida, le NFAJ organise une rétrospective consacrée au réalisateur du 2 juillet au 28 juillet 2022 comprenant : Tenmei kai torimono: Fukurō (1926), Osen (1934), Yoru no hato (1937), Les Fleurs tombées (1938), La Chanson d'autrefois (1939), Hana tsumi nikki (1939) et Asagiri gunka (1943).